# Ascorhynchus parvituberculatus
Ascorhynchus parvituberculatus là một loài nhện biển trong họ Ascorhynchidae. Loài này thuộc chi Ascorhynchus. Ascorhynchus parvituberculatus được miêu tả khoa học năm 1953 bởi Stock.